# 엑스 오퍼레이션
엑스 오퍼레이션(X-operations)은 일본의 TEAM-MITEI 팀이 제작한 프리웨어 1인칭 슈팅 게임이다.
줄여서 XOPS, 엑옵이라고도 부른다. 대한민국에서 서든어택 이용자들에 의해 "미니 서든"으로 불리지만 이는 잘못된 이름이다. 싱글 플레이와 멀티 플레이를 지원하는 버전은 따로 분리되어 있으며, 최신 버전은 각각 0.975t, 1.9f2이다.

## 조작법[1]

### 게임 플레이
- W - 전진
- S - 후진
- A - 왼쪽 이동
- D - 오른쪽 이동
- R - 장전[2]
- ⇧ Shift - 스나이퍼 라이플 줌
- X - 단발/연사 모드 변경(Glock18)[3]
- Z - 무기변경
- G -무기버리기
- Space - 점프
- Tab ↹ - 걷기
- F12 - 미션 재시작
- Esc - 타이틀로 이동, 게임종료
- 마우스 왼쪽 버튼 - 무기사용

### 시각 효과
- F2 - 상태창 간소화
- Home - 1인칭 표시 유무
- F1 - 1인칭/3인칭 변경
- 숫자패드 8, 5, 4, 6 - 3인칭 카메라 조작

### 디버깅
- F5 + ↵ Enter - 캐릭터 비행
- F6 + ↵ Enter - 탄환 증가
- F7 + ←/→ - 게임상에 등록된 무기로 변경
- F8 + ←/→ 맵상에 존재하는 캐릭터로 변경

### 멀티 플레이

#### 조작키
- ↵ Enter/2번 치기 - 채팅, 팀채팅[4]
- F12 - 현재 점수 보기
- F11 - 멀티 명령어창
- F6 - "Let's Move Out" 이라고 말하기
- F7 - "Go Go Go!" 라고 말하기
- Esc - 게임 종료하기

#### 명령어
- help - 명령어 목록
- kick - 강제퇴장
- idban - 아이디 강제퇴장(강제퇴장된 아이디로 다시 들어올 수 없게 된다. )
- ban - 영구강제퇴장
- bot - 봇 모드
- ipban - 아이피 강제퇴장(강제퇴장된 아이피로 다시 들어올 수 없게 된다.)

## 게임의 수정·확장
엑스오퍼레이션은 소스가 공개되어 있어서 캐릭터및 무기의 텍스처와 폴리곤및 아래에서 언급될 프로그램으로 무기의 능력치를 바꿀수있기 때문에 다양한 모드들이 만들어진다.

### 프로그램

#### 맵제작(제작사 측에서 제공)[5]
- 블록 에디터 - 맵 폴리곤 제작
- 포인트 에디터 - 플레이어, 아군, 적군, 무기, 오브젝트 위치 선정
- 미션 에디터 - 맵의 미션및 미션 브리핑 설정

#### 기타
- XMS(X-operations Mod Supporter) - 무기·캐릭터 능력치 수정(XWC의 기능 포함)
- XWC(X-operation Weapon Cracker) - 무기 능력치 수정
- X-TOOL - 무기 특징 수정(수류탄 공격범위, 수류탄 중력영향 등)
- XFM(X-operation Font Maker) - 게임상의 폰트 제작
- XHUDC(X-operation Head Up Display Changer) - 게임상의 HUD 위치 변경

## 임무의 분류
- EXT(소탕) - 적을 모두 쓰러뜨려야 한다. 영어로 EXTermination
- KT(암살) - 브리핑에 나오는 타겟의 사살. 영어로 Kill the Target
- DEF(호위) - 브리핑에 나오는 타겟의 호위. 영어로 DEFend target
- ESC(탈출) -탈출지점까지 도착. 영어로 ESCape
- DE(파괴) - 브리핑에 나오는 타겟의 파괴. 영어로 DEstroy
- RE(구출) - 브리핑에 나오는 인질의 구출. 영어로 RElease
- CAP(탈취) - 브리핑에 나오는 케이스의 탈취. 영어로 CAPture

다만, 적이 모두 죽으면 임무가 달성된다.

## 기본 무기[6]
- 권총
  - 베레타 M92F
  - 글록 17
  - 글록 18
  - 데저트 이글
  - M1911 권총
  - 헤클러&코흐 마크23
  - 헤클러&코흐 마크23-SD ◀ 마크23-SD는 위파일과 동일한 링크이다 (그저 소음기가 달렸을 뿐)

- 기관단총
  - 헤클러&코흐 MP5
  - 헤클러&코흐 MP5SD
  - 잉그램 MAC-10
  - 헤클러&코흐 UMP
  - FN P90

- 돌격소총
  - AK-47
  - M4A1
  - FAMAS
  - 슈타이어 AUG

- 기관총
  - M249 분대지원화기

- 산탄총
  - 베넬리 M1

- 저격소총
  - 헤클러&코흐 PSG1